# Cantagallo (Colombia)
Cantagallo è un comune della Colombia facente parte del dipartimento di Bolívar.
Il centro abitato venne fondato da Salom Wilches nel 1938, mentre l'istituzione del comune è del 16 dicembre 1994.